# James T. Bates
James T. Bates (Boston, 29 de setembro de 1844 - 24 de dezembro de 1914) foi um banqueiro americano que depois de ter feito fortuna nos Estados Unidos se instalou em Genebra, a cidade da sua esposa em, 1875. Participou na Guerra de Secessão de onde saiu com a patente de coronel. Era filho de um armador de Boston.
De volta à vida civil torna-se agente da bolsa de Nova Iorque onde faz fortuna, e é na bolsa que entra em contacto com Arthur Chenevière, um banqueiro genebrino que o convida a vir visitá-lo na Europa. O convite é aceite e apaixona-se pela filha do seu hospedeiro, Amélie, com quem veio a casar. 

## Nos EUA
O casamento efetua-se em 1873 e ambos partem para a América, onde James funda a UBS - União de Bancos Suíços, que na década de 1990 seria integrada na UBS, e um jornal o Geneva Times que estará na origem do seu homónimo" genebrino,  a Tribuna de Genebra (TG).

## De volta a Genebra
Amélie não se deu bem nos Estados Unidos e o casal volta para Genebra, onde se instala em 1877. Bates estabelece a partir daí as bases da UBS na Europa.
Em 1879 compra o jornal anglófono The Continental Herald and Swiss Times mas que se tornará a 1 de fevereiro de 1876 no jornal francófono a Tribuna de Genebra. cuja assinatura anual era de 11 francos suíços e tinha uma tiragem de 3 000 exemplares diários .

## Imagens

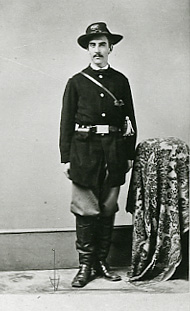
James T.Bates
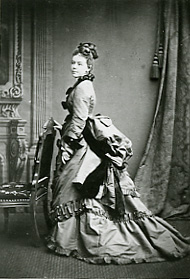
Amelie Bates de Chenevière
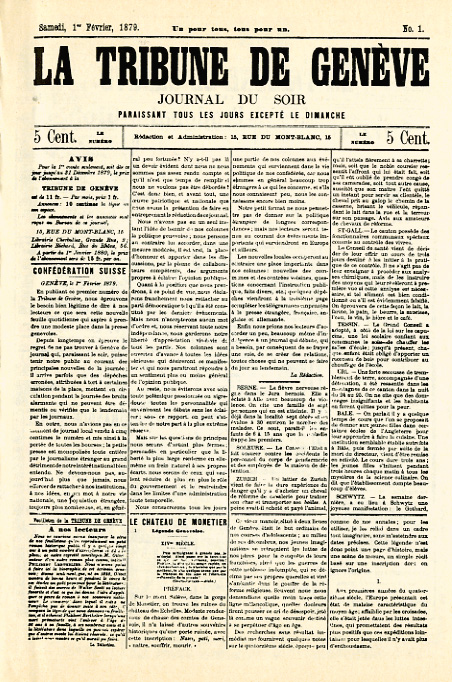
O primeiro número a 1 de Fevereiro 1876